# Physics Letters B
Physics Letters B is een internationaal, aan collegiale toetsing onderworpen wetenschappelijk tijdschrift op het gebied van de kernfysica, deeltjesfysica en astrofysica.
De naam wordt in literatuurverwijzingen meestal afgekort tot Phys. Lett. B.
Het wordt uitgegeven door Elsevier.